# Поляна (Астраханская область)
Поляна — посёлок в Приволжском районе Астраханской области России. Входит в состав Трёхпротокского сельсовета.

## География
Посёлок находится в юго-восточной части Астраханской области, к югу от протоки Кутум дельты реки Волги, на расстоянии примерно 6 километров (по прямой) к западу-юго-западу (WSW) от посёлка Началово, административного центра района.
Климат
Умеренный, резко континентальный. Характеризуется высокими температурами летом и низкими — зимой, малым количеством осадков, а также большими годовыми и летними суточными амплитудами температуры воздуха.

## Население
| 2002 | 2010 |
| ---- | ---- |
| 43   | ↗48  |

гендерный и национальный состав
По данным Всероссийской переписи, в 2010 году численность населения посёлка составляла 48 человек (25 мужчин и 23 женщины). Согласно результатам переписи 2002 года, в национальной структуре населения русские составляли 50 %, татары — 27 %.

## Улицы
Уличная сеть посёлка состоит из 5 улиц и 1 переулка:
- ул. Альховая
- ул. Березовая
- ул. Земляничная
- ул. Лесная
- Сосновый пер.
- ул. Цветочная